# Guy Bagnard
Guy-Marie Claude Bagnard (* 14. April 1937 in Montceau-les-Mines) ist Altbischof von Belley-Ars.

## Leben
Guy Bagnard empfing am 29. Juni 1965 die Priesterweihe. Johannes Paul II. ernannte ihn am 8. Juli 1987 zum Bischof von Belley.
Der Erzbischof von Lyon, Albert Florent Augustin Kardinal Decourtray, spendete ihn am 4. Oktober desselben Jahres die Bischofsweihe; Mitkonsekratoren waren Robert-Joseph Coffy, Erzbischof von Marseille, und Louis Pierre Joseph Cornet, Bischof von Meaux.
Sein Wahlspruch ist Ut unum sint. Am 15. Juni 2012 nahm Papst Benedikt XVI. seinen altersbedingten Rücktritt an.